# Sören Wibe
Sören Axel Wibe (Östersund, 8 oktober 1946 – Umeå, 29 december 2010) was een Zweeds econoom en eurosceptisch politicus. Hij was Europees Parlementslid voor de Zweedse Sociaal-Democratische Partij van 1995 tot 1999, lid van de Riksdag van 2002 tot 2006 en sinds 2008 partijleider van de Junilijst. In januari 2009 werd hij verkozen tot voorzitter van de EUDemocrats – Alliantie voor een Europa van democratische staten – een eurorealistische Europese politieke partij met leden uit 15 EU-lidstaten.
Sören Wibe is professor economie aan de Universiteit van Umeå in Zweden. Hij was een van de meest vooraanstaande critici van de EU in de Sociaal-Democratische Partij. In april 2008 kondigde hij zijn ontslag bij de partij aan omdat die een aantal beloften over Europese politiek niet zou zijn nagekomen, onder meer in verband met een aantal arresten van het Europese Hof van Justitie, waarvan hij meent dat ze leiden tot een verzwakking van de vakbonden en een beperking van het stakingsrecht in Zweden. Wibe was ook actief betrokken bij de Europese Nee Campagne tegen de voorgestelde Europese Grondwet.
Kort na het verlaten van de Sociaal-Democraten werd hij genomineerd tot een van de twee nieuwe partijleiders van de Junilijst, samen met Annika Eriksson. In januari 2009 gaf Eriksson haar post op; sindsdien is Wibe de enige leider van de partij en tevens topkandidaat voor de Europese verkiezingen van juni 2009.
Hij overleed op 29 december 2010 op 64-jarige leeftijd na een korte ziekte.
- Bibsys: 90083719
- Bibliothèque nationale de France: cb12235826h (data)
- Gemeinsame Normdatei: 170207641
- International Standard Name Identifier: 0000 0000 8462 8196
- Library of Congress Control Number: n79129097
- Nederlandse Thesaurus van Auteursnamen: 068281374
- LIBRIS: 220513
- Système universitaire de documentation: 031069460
- Virtual International Authority File: 109283590
- WorldCat: E39PBJtcKgrFWYyTdvJHwykFKd